# Маслянинский историко-краеведческий музей
Маслянинский историко-краеведческий музей — один из старейших краеведческих музеев Новосибирской области, расположенный в посёлке Маслянино.

## История
В 1921 году  краевед-энтузиаст  Никифор Григорьевич Чермянин основал музей в Маслянино и собирал для него экспонаты.
В 1921 году решением Маслянинского волостного Революционного Комитета Барнаульского уезда от 6 июля 1921 г. № 133 (согласно Удостоверению) директором будущего музея был назначен Никифор Григорьевич Чермянин.
Музей существовал в здании бывшей музыкальной школы, где Никифору Григорьевичу дали комнату, в которой он организовал музей. Директор изготавливал чучела животных. В речке Кипрюшке нашёл кости мамонта, и они дополнили музей.
Просуществовал музей в такой конфигурации до 1926 г.
В 1936 г. оставшиеся экспонаты были перенесены в опорную школу. Экспонаты до 1974 г. перемещали с места на место: в РДК, школу № 1, снова в Дом культуры. Учёта и описания не велось.
В 1974 г. был открыт музей боевой и трудовой славы в двух комнатах районного Дома культуры.
В 1976 г. музей закрыли, материалы сложили в кладовой до лучших времён.
В 1977 г. райисполком принял решение вновь создать историко–краеведческий музей, который должен быть создан на кооперативных началах с участием промышленных предприятий и отдела культуры. Для нового музея стали собирать новые предметы из школьных музеев и по распавшимся деревням. Всю оформительскую работу взял на себя член союза художников СССР В. В. Протопопов, которому помогали жена и сын. Наконец, 8 декабря 1978 г. музей был официально открыт. Экспозиции были традиционными для того времени: история гражданской, Первой мировой и Отечественной войн, предметы этнографии и быта, флора и фауна района, истории некоторых промышленных предприятий.
В 1984 г. музею было присвоено почётное звание народного. Директора менялись. Долго проработала М. Я. Загайнова, которой удалось сохранить то, что ещё представляло историческую ценность. Музей пришёл в упадок после её ухода, в 1997 г. был призван аварийным и закрыт.
В феврале 1999 г. на уровне администрации было принято решение перенести музей в другое здание.
В 2005 г. музей стал юридическим лицом, в настоящее время именуется МКУ «Маслянинский историко-краеведческий музей».

## Коллекции
На сегодняшний день фонд музея составляет 4766 единиц. За последние три года фонд пополнился на 621 предметов. С целью формирования каталога своих коллекций в электронном виде, музей начал компьютеризировать свои фонды. В электронный каталог «Камис» занесено 4730 единиц.

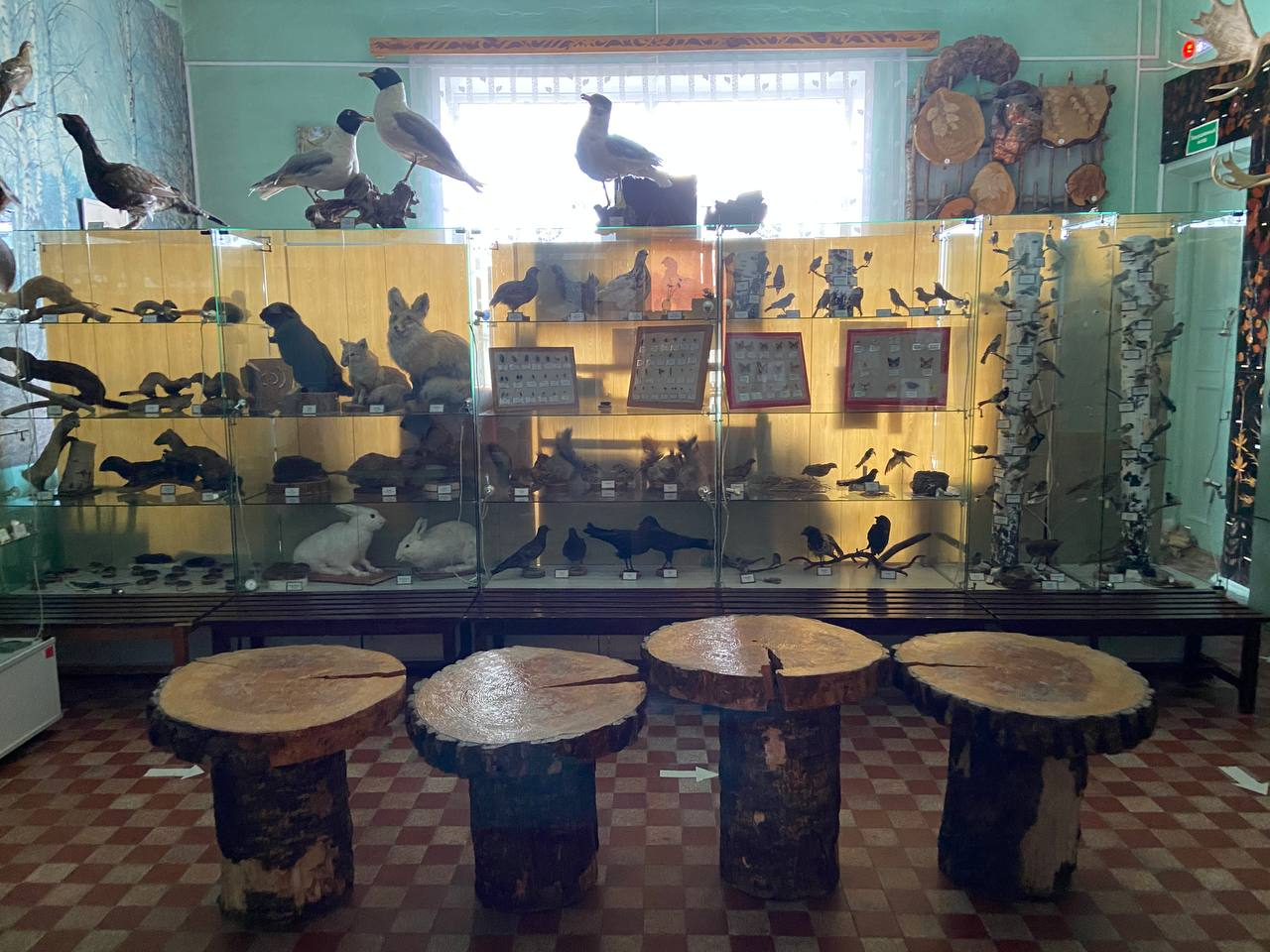
Зал природы

Музей содержит следующие коллекции: Этнография Живопись, Скульптура, Археология, Документы, Графика, Естественно-научная, Декоративно-прикладное творчество, История техники, Нумизматика, Оружие, Прочие.

## Экспозиция
В музее всего три небольших зала: тематический, историко-этнографический и природный.

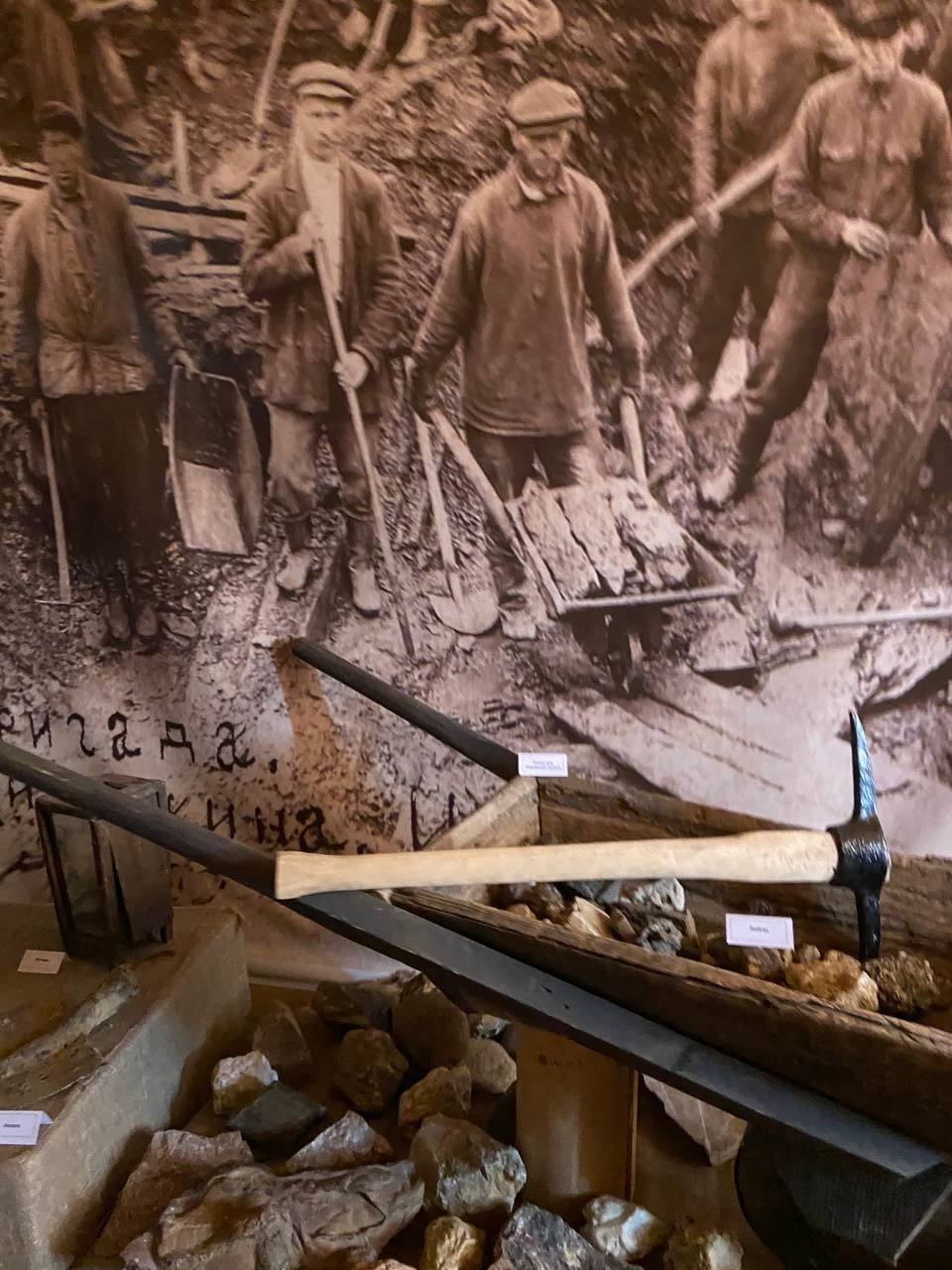

Тематический зал знакомит с историей и достопримечательностями Маслянинского района и рабочего посёлка Маслянино, рассказывает о героических подвигах местных уроженцев. Отдельная экспозиция посвящена добыче золота в районе.
Ко Дню Победы в тематическом зале была сделана экспозиция, посвященная Великой Отечественной войне «Поклонимся и мертвым, и живым». Среди экспонатов — газета «Социалистическое льноводство» времён войны. В дни празднования Победы в музее проводятся встречи допризывников с участниками боевых событий в сороковые годы, воинами афганцами.
Историко-этнографический зал представлен этнографией района конца ХIХ — первой четверти XX веков. Работает несколько экспозиций в интерьере крестьянской избы. Здесь собраны предметы крестьянского быта конца ХIХ — начала XX веков. Стилизованный интерьер крестьянской избы дает представление о предметах быта, кружевах, кухонной утвари, ремеслах, старинной традиционной одежде. Многочисленные изделия изо льна и льнопродукция подтверждают известность Маслянинского района как льняной столицы Сибири. Можно увидеть в музее и современное творчество жителей: выставки картин, прикладных ремёсел, фотовыставки.
Природный зал рассказывает о неповторимой природе района, который по праву называют «Сибирской Швейцарией». Диорама даёт представление о маслянинских ландшафтах. Здесь размещены образцы полезных ископаемых, подробная информация о возникновении Салаирского кряжа, описание реки Бердь. В этом же зале представлена интересная коллекция корнепластики, подаренная В. М. Еременко, местным умельцем.

## Деятельность
Музей ведёт большую краеведческую работу, действуют четыре образовательные программы: «Листая страницы семейного альбома», «Сохраним родную природу», «Расскажите детям о войне», «Колесо истории».
Музей участвует в акции «Ночь музеев».